# Amance (Meurthe i Mozela)
Amance – miejscowość i gmina we Francji, w regionie Grand Est, w departamencie Meurthe i Mozela.
Według danych na rok 1990 gminę zamieszkiwały 312 osoby, a gęstość zaludnienia wynosiła 23 osób/km² (wśród 2335 gmin Lotaryngii Amance plasuje się na 738. miejscu pod względem liczby ludności, natomiast pod względem powierzchni na miejscu 395.).

## Populacja

Populacja Amance w latach 1962–2008